# Nyctimene malaitensis
Nyctimene malaitensis (Phillips, 1968) è un pipistrello appartenente alla famiglia degli Pteropodidi, endemico di due delle Isole Salomone.

## Descrizione

### Dimensioni
Pipistrello di medie dimensioni, con lunghezza dell'avambraccio di circa 65 mm, la lunghezza della testa e del corpo di circa 118 mm, la lunghezza della coda di circa 23 mm.

### Aspetto
Il dorso è grigio-giallastro, la gola e l'addome sono più chiari, mentre il ventre è grigio fumo. Lungo la spina dorsale è presente una sottile banda nerastra ben distinta, larga appena 2 cm, che scorre dalle spalle fino alla base della coda. Il muso è corto, tozzo e largo, gli occhi sono grandi. Le narici hanno la forma di due piccoli cilindri che si estendono ben oltre l'estremità del naso e sono spesso ricoperte di macchie gialle. Le orecchie sono marroni e ricoperte esternamente di macchie giallognole. Le ali sono brunastre, ricoperte di macchie chiare e scure. La tibia è dorsalmente ricoperta di peli. La coda è lunga e si estende completamente fuori dall'uropatagio, il quale è ridotto ad una sottile membrana lungo la parte interna degli arti inferiori.

## Comportamento

### Alimentazione
Si nutre di frutta.

## Distribuzione e habitat
Questa specie è endemica dell'isola di Malaita e Makira, nelle Isole Salomone.
Vive nelle foreste primarie umide.

## Conservazione
La IUCN Red List, considerata la dubbia validità come specie distinta ed i limiti della sua distribuzione geografica, classifica N. malaitensis come specie con dati insufficienti (DD).